# 渡邉隆之
渡邉 隆之（わたなべ たかゆき、1994年5月27日 - ）は、ジャパンラグビーリーグワンコベルコ神戸スティーラーズに所属するラグビー選手。

## プロフィール
- 北海道小樽市出身[1]。
- ポジションはプロップ(PR)。
- 身長 180 cm、体重 120 kg
- 日本代表キャップは10。（2017年6月現在）。
- U20日本代表に選出されたことがある[2]。
- ニックネームはナベ、ヤカン、クマ。
- 尊敬する人物は東海大OBの荒木達也。

## 来歴
小学校5年生の時からラグビーを始めた。
2013年、札幌山の手高校卒業後、東海大学に入学。なお札幌山の手高校時代には2012年度高校日本代表に選出された。
2015年6月に練習生として日本代表合宿に参加し、同年8月22日に行わたウルグアイ戦で日本代表初キャップを獲得した。また同月にはラグビーワールドカップ2015のバックアップメンバーに選出された。
2016年、東海大学体育会ラグビーフットボール部のFWリーダーに就任した。
2017年、東海大学卒業後、神戸製鋼コベルコスティーラーズ(現・コベルコ神戸製鋼スティーラーズ)に加入。同年8月18日に行われたジャパンラグビートップリーグ第1節のNTTドコモレッドハリケーンズ戦にて途中出場で公式戦初出場を果たす。
2018年、同郷のラグビー女子日本代表日向寺亜依と結婚。